# 金克爾鎮區 (北達科他州卡斯縣)
金克爾鎮區（英語：Gunkel Township）是位於美國北達科他州卡斯縣的一個鎮區。

## 地方資料
金克爾鎮區的面積為93.72平方千米，皆為陸地。根據2020年美國人口普查的數據，當地共有人口52人，而人口密度為每平方千米0.55人。